# Mieussy
Mieussy – miejscowość i gmina we Francji, w regionie Owernia-Rodan-Alpy, w departamencie Górna Sabaudia.
Według danych na rok 1990 gminę zamieszkiwało 1346 osób, a gęstość zaludnienia wynosiła 30 osób/km² (wśród 2880 gmin regionu Rodan-Alpy Mieussy plasuje się na 626. miejscu pod względem liczby ludności, natomiast pod względem powierzchni na miejscu 80.).